# جون كينيدي (محامي)
جون كينيدي (بالسويدية: John Kennedy)‏ هو محامي سويدي، ولد في 1953 في لندن في المملكة المتحدة.